# عزيز أباد (تيران وكرون)
عزيز أباد هي قرية في مقاطعة تيران وكرون، إيران. عدد سكان هذه القرية هو 542 في سنة 2006.